# Syskonen Wachowski
Lana Wachowski (född 21 juni 1965 i Chicago, Illinois) och Lilly Wachowski (född 29 december 1967 i Chicago, Illinois) är två amerikanska filmregissörer, manusförfattare och filmproducenter som tillsammans verkar under namnet The Wachowskis. Innan de började arbeta med film drev de ett snickeriföretag tillsammans i Chicago, medan de gjorde serietidningar på fritiden. Syskonen Wachowski fick sitt stora genombrott efter att ha skrivit, regisserat och producerat Matrix-filmerna. De var tidigare kända som Larry respektive Andy Wachowski och The Wachowski Brothers ("bröderna Wachowski"), men har senare kommit ut som transkvinnor. Båda syskonen är samfundsobundna kristna.

## Historik
Lana och Lilly Wachowski föddes i en polsk-amerikansk familj i Chicago. Syskonen Wachowskis har skojat om att de började arbeta tillsammans redan som bebisar. Deras mor, Lynne, var sköterska och målare, och deras far, Ron, var affärsman. De gick i skolan Kellogg Elementary School, i området Beverly i Chicago. Båda syskonen tog examen vid Whitney Young High School, en allmän high school känd för performing arts och vetenskapliga program, 1983 respektive 1986. De utmärkte sig inte på något särskilt sätt vid Whitney Young - studenter minns att de spelade Dungeons & Dragons och att de arbetade på skolans teater- och TV-program, men de höll sig alltid till arbetsuppgifter bakom scenen.[källa behövs] Därefter gick Lilly på Emerson College i Boston. Lana gick på Bard College i norra New York. Efter att ha hoppat av college drev de ett snickeri i Chicago medan de skapade serietidningar på fritiden och utvecklade sina idéer om Matrix-trilogin.
I juli 2012 gjorde Lana Wachowski (dopnamn Larry) sitt första offentliga framträdande som kvinna. I mars 2016 offentliggjorde även Lilly Wachowski (dopnamn Andy) att hon är transkvinna. I Lillys fall skedde detta efter hot från media om att publicera uppgifterna.

## Serietidningar
1993 jobbade de med Marvel Comics Razorline-serier, e.g Ectokid (skapad av Clive Barker). 2003 släppte de Matrix-serietidningar på sitt eget serietidningsförlag Burlyman Entertainment.

## Filmografi (urval)
- 1995 – Dödligt möte (manus)
- 1996 – Bound (manus, regi och produktion)
- 1999 – The Matrix (manus, regi och produktion)
- 2003 – The Animatrix (manus och produktion)
- 2003 – The Matrix Reloaded (manus, regi och produktion)
- 2003 – The Matrix Revolutions (manus, regi och produktion)
- 2005 – V för Vendetta (manus och produktion)
- 2008 – Speed Racer (manus, regi och produktion)
- 2012 – Cloud Atlas (manus, regi och produktion tillsammans med Tom Tykwer)
- 2014 – Jupiter Ascending (manus, regi och produktion)
- 2015 – Sense8 (Netflixserie) (manus, regi och produktion tillsammans med J. Michael Straczynski, regi även Tom Tykwer, James McTeigue, Dan Glass)

## Galleri

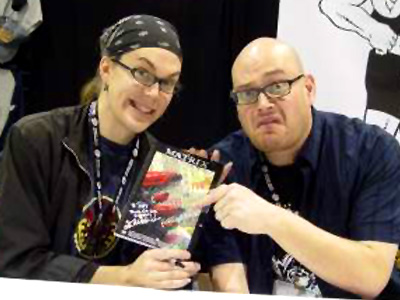
Lana (vänster) och Lilly Wachowski (höger), 2004.
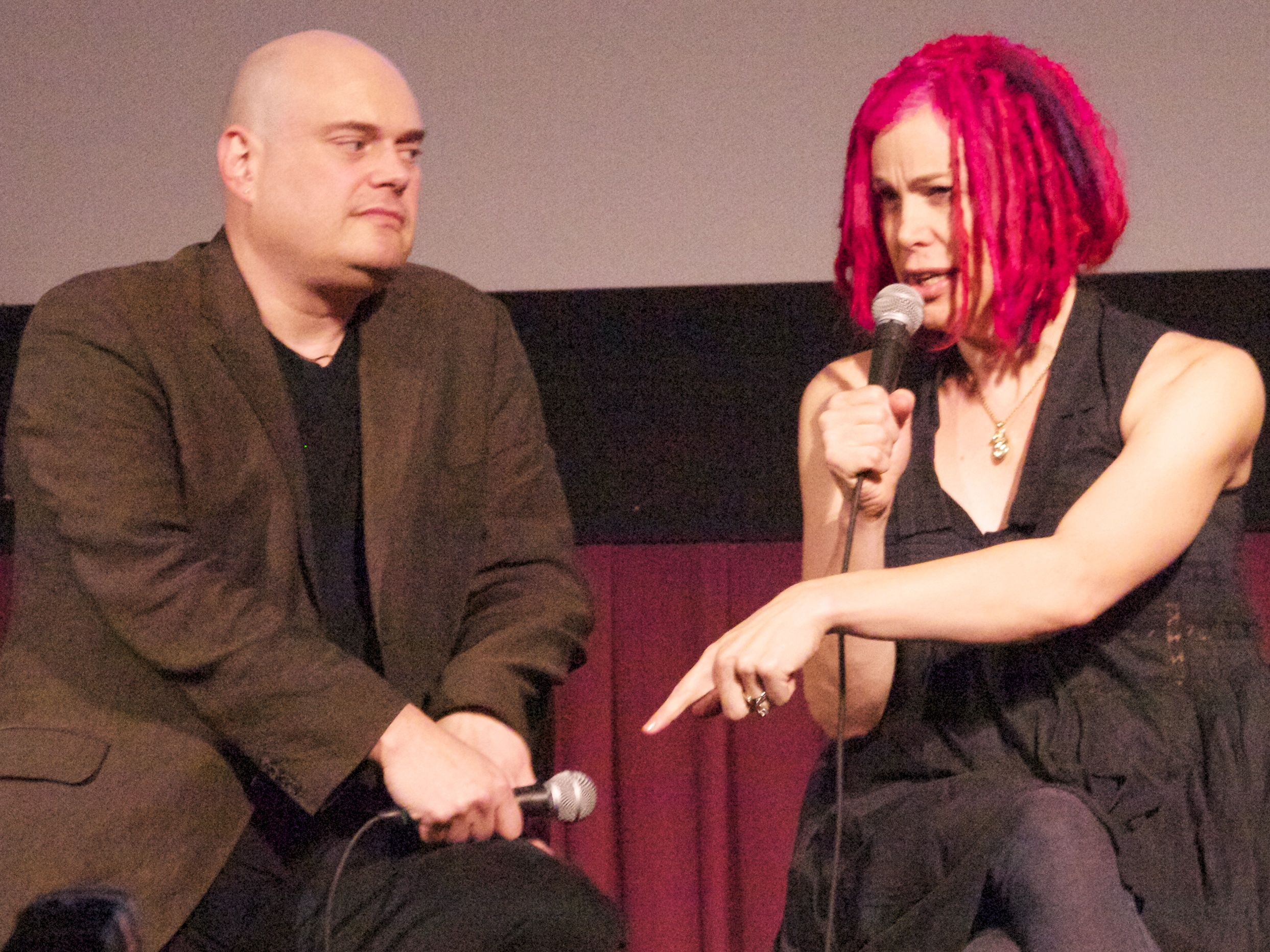
Lilly (vänster) och Lana Wachowski (höger), 2012.